# Mahmud-e Raqi (distrikt)
Mahmud-e Raqi är ett distrikt i Afghanistan. Det ligger i provinsen Kapisa, i den nordöstra delen av landet, 60 kilometer norr om huvudstaden Kabul. Administrativ huvudort är Mahmud-e Raqi.
Distriktet beräknades år 2022 ha cirka 75 000 invånare.